# Turquoise P
Turquoise P – плавуча установка з регазифікації та зберігання зрідженого природного газу (Floating storage and regasification unit, FSRU).

## Загальна інформація
Судно спорудили у 2019 році на південнокорейській верфі  Hyundai Heavy Industries у Кодже. Замовником виступила ірландська компанія Pardus Energy.
Розміщена на борту регазифікаційна установка здатна видавати 28 млн м3 на добу (оскільки один з чотирьох модулів є резервним, цей показник також можуть зазначати як 21 млн м3 на добу). Зберігання ЗПГ відбувається у резервуарах загальним об’ємом 166631 м3. 
За необхідності, судно може використовуватись як звичайний ЗПГ-танкер та пересуватись зі швидкістю до 18 вузлів. Це забезпечує двигун Wärtsila-Hyundai 8L50DF потужністю 20,4 МВт.

## Служба судна
Судно спорудили з розрахунку його використання на егейському узбережжі Туреччини для обслуговування терміналу компанії Etki у Аліага. Влітку 2019-го воно прибуло сюди та замінило тимчасову установку GDF Suez Neptune.